# La Chapelle-sur-Erdre
La Chapelle-sur-Erdre – miejscowość i gmina we Francji, w regionie Kraj Loary, w departamencie Loara Atlantycka, na przedmieściu Nantes, około 10 km na północ od jego centrum, na zachodnim brzegu rzeki Erdre.
Według danych na rok 2010 gminę zamieszkiwało 17 300 osób, a gęstość zaludnienia wynosiła 517 osób/km².
Sąsiednie gminy: Nantes, Carquefou, Sucé-sur-Erdre, Grandchamps-des-Fontaines i Treillières.

## Historia

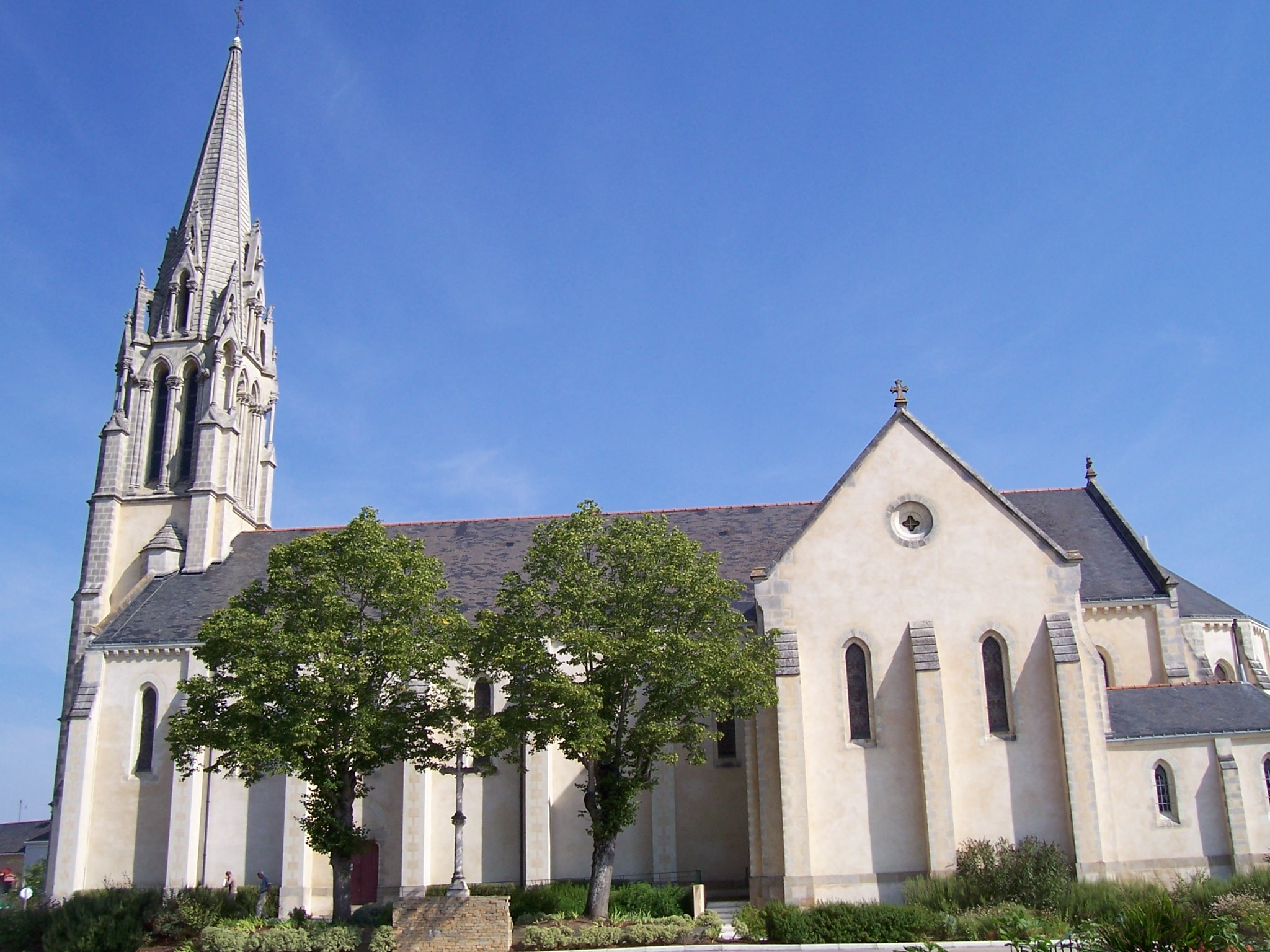
Kościół w La Chapelle-sur-Erdre

Miasto leży w historycznej Galii, ma wiele dworów i zamków położonych wzdłuż starych dróg rzymskich, droga do Santiago de Compostela.

## Miasta partnerskie
- Bychawa, Polska[2]
- Ianca, Rumunia